# Opius iphigenia
Opius iphigenia är en stekelart som beskrevs av Fischer 1969. Opius iphigenia ingår i släktet Opius och familjen bracksteklar. Inga underarter finns listade i Catalogue of Life.